# Summon the Suit
"Summon the Suit" es el segundo episodio de la miniserie de televisión estadounidense Moon Knight, basada en Marvel Comics que presenta al personaje homónimo. Sigue a Steven Grant mientras continúa aprendiendo sobre su trastorno de identidad disociativo (TID) y un misterio mortal que involucra a los dioses egipcios y a su otra identidad, Marc Spector. El episodio está ambientado en el Universo Cinematográfico de Marvel (MCU), compartiendo continuidad con las películas de la franquicia. Fue escrito por Michael Kastelein y dirigido por Aaron Moorhead y Justin Benson.
Oscar Isaac interpreta a Marc Spector / Moon Knight y Steven Grant / Mr. Knight, junto a May Calamawy, Ann Akinjirin, Karim El-Hakim, David Ganly, F. Murray Abraham y Ethan Hawke. Moorhead y Benson se unieron a la serie en enero de 2021 para dirigir dos episodios de la serie. El rodaje tuvo lugar en Origo Studios en Budapest, con rodaje en exteriores por toda la ciudad.
"Summon the Suit" se estrenó en Disney+ el 6 de abril de 2022. Los críticos elogiaron el episodio por sus secuencias de acción y las actuaciones del elenco, aunque algunas críticas se dirigieron al enfoque del episodio hacia la historia por sobre la acción.

## Trama
Después de ser perseguido por un chacal y derrotarlo por su reflejo que usa un traje, Steven regresa al día siguiente al museo y pide ver las cámaras de seguridad; pero al ver que no estaba siendo perseguido y siendo sospechoso los daños, es despedido por dañar el baño de la Galería Nacional. Usa la tarjeta de acceso que encontró en su apartamento para acceder a un casillero de almacenamiento donde encuentra armas, dinero, el escarabajo y un pasaporte con su foto, pero con otro nombre. 
El "reflejo" de Grant vuelve a hablarle y revela que él es Marc Spector, otra identidad que vive en el cuerpo de Grant, un mercenario estadounidense y el actual avatar del dios egipcio de la luna Khonshu. Spector intenta convencer a Grant de que le permita retomar el control de su cuerpo para que no intervenga en sus acciones, pero Grant se niega y huye con las cosas que encontró cuando es seguido por Khonshu. Al salir se encuentra con Layla, la mujer que lo llamo días antes; Steven se entera de que es la esposa de Spector y tienen una discusión donde Layla desconfía de él por su comportamiento. En ello, llegan agentes de policía que se lo llevan detenido, pero en realidad trabajan para Arthur Harrow, a quien lo llevan para hablar. 
Mientras recorren un refugio para sus seguidores, Harrow revela que él era el avatar anterior de Khonshu hasta que eligió seguir a Ammit en su lugar, y que busca el escarabajo, que resulta ser una brújula para encontrar su tumba y resucitarla para que pueda purgar a la humanidad del mal. Layla rescata a Grant, pero Harrow convoca a un monstruo invisible parecido a un chacal para que los persiga. Grant invoca un traje similar al de Spector y lucha contra el chacal, pero es dominado y permite que Spector tome el control. Spector mata al chacal pero pierde el escarabajo ante Harrow. Khonshu confronta enojado a Spector, quien promete encontrar la tumba de Ammit antes que Harrow. Khonshu amenaza con reclamar a Layla como su próximo avatar si Spector falla antes de enviarlo a Egipto.

## Producción

### Desarrollo
En agosto de 2019, Marvel Studios anunció que se estaba desarrollando una serie basada en Moon Knight para el servicio de transmisión Disney+.  En enero de 2021, el dúo de directores Aaron Moorhead y Justin Benson se unieron a la serie para dirigir dos episodios, incluido el segundo.  Trabajaron junto al director principal Mohamed Diab para garantizar un enfoque coherente de la serie. Los productores ejecutivos incluyen a Kevin Feige, Louis D'Esposito, Victoria Alonso, Brad Winderbaum y Grant Curtis de Marvel Studios, la estrella Oscar Isaac, Diab y el escritor principal Jeremy Slater. El segundo episodio, titulado "Summon the Suit",  fue escrito por Michael Kastelein, y fue lanzado en Disney+ el 6 de abril de 2022. 

### Escritura
Moorhead quería establecer la relación entre Grant y Spector como una "especie de relación fraternal en la que discuten porque quieren cosas diferentes, pero también se preocupan el uno por el otro de maneras extrañas". Sintió que su conversación en el casillero de almacenamiento es cuando hablan directamente entre ellos "detenidamente por primera vez", y que "llevan el alma del otro" en su conversación con el espejo de la pirámide rota. Moorhead también afirmó que Mr. Knight era la "visión de Grant de un tipo genial, un hombre esbelto", y sus escenas se basaban en hacer que "todo alrededor hiciera que perder la pelea fuera alarmante y aterrador". Tanto Moorhead como Benson decidieron hacer que Grant se cayera cómicamente porque sintieron que Grant se dio cuenta de que ser un héroe real es más difícil que invocar el traje.

### Casting
El episodio está protagonizado por Oscar Isaac como Marc Spector / Moon Knight y Steven Grant / Mr. Knight, May Calamawy como Layla El-Faouly,  Karim El-Hakim y F. Murray Abraham como el intérprete en el set y la voz de Khonshu respectivamente, Ann Akinjirin como Bobbi Kennedy, David Ganly como Billy Fitzgerald,  y Ethan Hawke como Arthur Harrow.  También aparecen Shaun Scott como Crawley, Alexander Cobb como JB y Darwin Shaw como Dornfeld. 

### Diseño
La secuencia de título principal de la serie fue diseñada por Perception.  Las vendas de momia de Moon Knight en su disfraz se inspiraron en su representación en los cómics del Universo X, mientras que Slater presentó el disfraz para que se diseñara de modo que evocara a Spector. Los créditos finales de cada episodio presentan una nueva fase de la luna, comenzando con una luna creciente en el episodio anterior.

### Filmación y efectos visuales
El rodaje tuvo lugar en Origo Studios en Budapest,  con Benson y Moorehead dirigiendo, y Andrew Droz Palermo como director de fotografía.  La filmación de locaciones ocurrió en todo Budapest.   El episodio termina con una toma de las pirámides en las afueras de la ciudad de El Cairo; Diab esperaba mostrar Egipto "tal como es", dado que las representaciones anteriores del país en los medios han mostrado "solo pirámides y el desierto detrás de ellas" sin los edificios modernos de El Cairo cerca. Al filmar escenas con Grant y Spector, Isaac eligió tratarlos como dos personajes separados y filmó cada una de sus escenas en días separados. 
Los efectos visuales para el episodio fueron creados por Framestore, Soho VFX, Mammal Studios y Keep Me Posted.   

### Música
La canción egipcia "El Melouk" de Ahmed Saad ft. 3enba y Double Zuksh, aparece durante la secuencia de créditos del episodio.

## Marketing
Antes del lanzamiento del episodio, Marvel lanzó un póster de la etiqueta con el nombre de la tienda de regalos de Grant, y Adam Barnhardt en ComicBook.com lo calificó como una "elección peculiar" para un póster. Se incluyó un código QR en el episodio que permitió a los espectadores acceder a una copia digital gratuita del cómic Werewolf by Night #33 en el que aparece Moon Knight. Después del lanzamiento del episodio, Marvel anunció productos inspirados en el episodio como parte de su promoción semanal "Marvel Must Haves" para cada episodio de la serie, incluidos Mr. Knight y Harrow Funko Pops, una figura de Mr. Knight para Marvel Legends, indumentaria y joyas y accesorios.

## Recepción

### Audiencia
Según Nielsen Media Research, que mide la cantidad de minutos vistos por el público estadounidense en televisores, Moon Knight fue la tercera serie original más vista en los servicios de transmisión durante la semana del 4 al 10 de abril con 608 millones de minutos vistos, que fue un aumento del 45% con respecto a la semana anterior. Según el agregador de transmisión Reelgood, que analiza las cifras de visualización en los servicios de transmisión en los Estados Unidos y el Reino Unido, Moon Knight fue la segunda serie más vista durante la semana que finalizó el 7 de abril de 2022. Durante la semana que finalizó el 10 de abril, Moon Knight fue la serie de transmisión más importante para los espectadores en los Estados Unidos según TV Time de Whip Media, y la segunda más según JustWatch. 

### Respuesta crítica
El sitio web del agregador de reseñas Rotten Tomatoes informa un índice de aprobación del 90% con una calificación promedio de 7.20/10, según 20 reseñas. El consenso crítico del sitio dice: "Steven llega a conocer a su alter ego Marc, ¿o es al revés?, en 'Summon the Suit', una entrega expositiva que contiene mucha diversión para que la información fluya sin problemas".
Matt Fowler de IGN le dio al episodio un 7 sobre 10, diciendo que Isaac seguía deslumbrando, pero sintió que cuando Grant y Harrow tuvieron su conversación, el elemento de desconcierto de Grant se había agotado. Fowler sintió que el delirio de Grant funcionó bien en el episodio anterior, pero ahora que las piezas del rompecabezas comenzaban a encajar, esa parte de Grant se sentía como un ancla que frenaba el espectáculo. Dijo que las preguntas comenzaban a sentirse como si se estuvieran acumulando a un ritmo alarmante y que el episodio "solo dejó salir un poco de aire del globo, en cuanto a las respuestas". Fowler reflexionó sobre si los dioses egipcios eran realmente dioses o si eran extraterrestres según lo que hemos aprendido sobre Thor y Asgard, así como lo que Eternals (2021) nos dijo sobre dioses y mitos en varias culturas antiguas. Fowler también sintió que cuando Spector reemplazó a Grant y se convirtió en Moon Knight, fue gratificante porque fue una mejor presentación de Moon Knight después de las payasadas fuera de la pantalla en el episodio anterior. En conclusión, dijo que el episodio "se sintió como la segunda mitad de dos partes, preparándonos para una dinámica diferente en el futuro en un camino que, con suerte, brinda más contexto e historia de fondo". Kirsten Howard, que escribe para Den of Geek, le dio al episodio 4 de 5 estrellas y dijo que era desgarrador cómo parecía que muchos de los intereses de Grant eran, sin saberlo, las pasiones de Layla, tal vez en un esfuerzo por permanecer cerca de ella. Howard elogió la serie por cómo usó superficies reflectantes para subrayar el conflicto entre Spector y Grant, calificándolo de sublime. Elogiaron a Hawke y dijeron que era tan bueno que casi aceptaron las creencias de Harrow sobre juzgar a las personas antes de que hagan algo malo. Howard señaló que los puristas del cómic pueden estar molestos porque Grant era el que estaba en el traje de Mr. Knight, pero pensó que podría crecer con el tiempo.
Escribiendo para The AV Club, Manuel Betancourt le dio al episodio una "B", sintiendo que debido a la cantidad de exposición, el episodio arrastró más de lo que probablemente debería haber tenido, pero como compensación, permitió a los espectadores aprender más sobre Spector, Khonshu e incluso Harrow. Dijo que estábamos obligados a obtener respuestas, por lo que hacer que Grant se dirigiera a Spector probablemente fuera lo mejor. Betancourt comparó a Harrow creyendo que las personas pueden ser juzgadas y castigadas incluso por cosas que no han hecho con la trama de Minority Report (2002) mezclada con la mitología egipcia. Elogió la interpretación vocal de Abraham como Khonshu y dijo que "solo él podía hacer que este dios de la luna esquelético se sintiera imperioso pero no sin un sentido del humor involuntariamente seco". Betancourt continuó diciendo que el elenco en general fue una de las mayores fortalezas de toda la serie y la introducción de El-Faouly de Calamawy solo lo hizo más fuerte. Maggie Boccella de Collider le dio al episodio una "B-", sintiendo que el episodio "sigue eludiendo de manera preocupante la enfermedad mental de su personaje". Sintió que la representación del Sr. Knight puede ser una decepción para algunos fanáticos después de que el material de marketing del programa lo anunciara como un "alter siniestro y capaz en el sistema de Marc, no como la torpe idea de Steven de un supertraje". Boccella sintió que era bueno que pareciera que la mayoría de las imágenes del tráiler ahora se habían presentado, lo que permitió a la audiencia avanzar sin tener idea de lo que vendría después.